# Státní svátky Sovětského svazu
Státních svátků bylo v Sovětském svazu více než 30, ale tabulka ukazuje nejvýznamnější.
| Datum             | Jméno                                                      | Poznámka |
| ----------------- | ---------------------------------------------------------- | --- |
| 1. ledna          | Nový rok                                                   | Od roku 1898 byl dnem pracovního klidu. V letech 1930 až 1947 to byl pracovní den. |
| 7. leden          | Vánoce                                                     | Po přechodu od juliánského na gregoriánský kalendář byly Vánoce slaveny v tento den. Svátek nebyl oficiální. |
| 22. ledna         | Krvavá neděle                                              | Byl to den volna na oslavu obětí 9. ledna. V některých kalendářích byl označován také jako pamětní den V. I. Lenina, který zemřel o den dříve. 21. a 22. ledna byly označeny černým rámečkem. Byl zrušen v roce 1951. |
| 23. února         | Den Sovětské armády a Námořnictva SSSR                     | Datum pro tento svátek bylo vybráno na počest údajného vítězství Rudé armády nad vojsky císařského Německa v roce 1918 u Pskova a Narvy. Oslavován od roku 1922; až do roku 1949 byl nazýván „Den Rudé armády a námořnictva“. Od roku 1993 se nazývá „Den ochránce vlasti“.                                                                                                   |
| 8. březen         | Mezinárodní den žen                                        | Od roku 1965 to byl nepracovní den. |
| 12. března        | Svržení samoděržaví                                        | Svátek byl načasován na výročí únorové revoluce a byl slaven od roku 1918, ale neslavil se dlouho. V roce 1929 byl zrušen. |
| 18. března        | Den Pařížské komuny                                        | Svátek založil Lenin, když považoval Pařížskou komunu za první příklad diktatury proletariátu v historii. Slavil se mezi lety 1918–1929. |
| 12. dubna         | Den kosmonautiky                                           | Den letu prvního člověka Jurije Gagarina do vesmíru v roce 1961. |
| 1. a 2. května    | Den internacionály, Den mezinárodní solidarity pracujících | Poprvé byl slaven jako neoficiální svátek v roce 1917. Od roku 1918 se 1. květen stal oficiálním svátkem s názvem „Den Internacionály“ a dnem pracovního klidu; od roku 1928 byl den 2. květen přidán jako den pracovního klidu. V roce 1970 byl svátek přejmenován na „Den mezinárodní solidarity pracovníků“. Od roku 1992 se nazývá „Svátek jara a práce“.                 |
| 9. května         | Den vítězství sovětského lidu ve Velké vlastenecké válce   | Svátek slaven v den bezpodmínečné kapitulace fašistického Německa ve Velké vlastenecké válce v roce 1945. Od roku 1945 do roku 1947 byl dnem pracovního klidu. Od roku 1948 se slavil 1. ledna. 9. květen byl jako den pracovního klidu obnoven v roce 1965. |
| 19. května        | Den pionýrů                                                | Slaví se od roku 1922, ode dne založení pionýrské organizace. |
| 29. května        | Den sovětského celníka                                     | Svátek se slaví na paměť 29. dubna 1918, kdy byla dekretem Rady lidových komisařů zřízena celní služba. Od roku 1999 se slaví jako „Den veteránů celní služby“. |
| 3. září           | Den vítězství SSSR nad militaristickým Japonskem           | Svátek slaven v den po bezpodmínečné kapitulaci militaristického Japonska 3. září 1945. Od roku 1945 do roku 1947 byl dnem pracovního klidu. |
| 7. října          | Den ústavy SSSR                                            | Den přijetí Ústavy SSSR v roce 1977. V letech 1978 až 1991 to byl den pracovního klidu. |
| 29. října         | Den založení Komsomolu                                     | Komsomolské sdružení mládeže bylo založeno 29. října 1918 a existovalo (pod různými jmény) až do 27. září 1991. Na Den založení Komsomolu byli oceňováni nejlepší představitelé Komsomolu. Zvláště v tento den se udělovaly ceny Komsomolu za vynikající úspěchy v oblasti vědy, techniky, výroby, kultury, výuky a práce. Vítězové obdrželi diplom, odznak a peněžní odměnu. |
| 7. a 8. listopadu | Výročí Velké říjnové socialistické revoluce                | Státní svátek na počest VŘSR. Slavil se 2 dny, 7. a 8. listopadu. Od roku 1918 do roku 2004 byl dnem pracovního klidu. Od roku 1992 byl za svátek považován pouze jeden den – 7. listopad. Od roku 1996 se nazývá Den souhlasu a usmíření. |
| 5. prosince       | Den ústavy SSSR                                            | Den přijetí stalinistické ústavy v roce 1936 byl slaven v letech 1936 až 1976. |